# Bitwa pod Rain nad rzeką Lech
Bitwa pod Rain am Lech – starcie zbrojne, które miało miejsce w dniach 14–15 kwietnia 1632 roku podczas wojny trzydziestoletniej.
W pobliżu miasta Rain położonego nad rzeką Lech, licząca 40 000 żołnierzy i 80 dział armia szwedzka dowodzona przez króla Gustawa Adolfa, pokonała liczącą 25 000 żołnierzy armię Ligi Katolickiej dowodzoną przez hrabiego Tilly.

## Działania poprzedzające
Po zajęciu Norymbergi i Donauwörth wojska Gustawa II Adolfa skierowały się w kierunku Ingolstadt. Dysponujący znacznie słabszymi siłami marszałek Johan von Tilly postanowił nie dopuścić przeciwnika w pobliże miasta, rozmieszczając swe wojska w pobliżu przejścia przez rzekę Lech na wysokości miasteczka Rain. Zajęły one umocnioną pozycję w lasach na wschodnim, wyższym brzegu rzeki, pomiędzy Rain a Augsburgiem. Mająca strategiczne znaczenie obrona tych przepraw miała powstrzymać armię szwedzką przed wkroczeniem do Bawarii.
Po odparciu 27 marca ataku wojsk cesarskich na Donauwörth Gustaw Adolf przybył stamtąd 14 kwietnia z zamiarem sforsowania rzeki. Mógł liczyć na to, że złożone przeważnie z niedoświadczonych żołnierzy wojsko katolickie ulegnie panice. Zaraz po przybyciu na miejsce Szwedzi zaczęli sypać stanowiska pod cztery baterie i groble oraz dokonali wojskowej demonstracji dla zmylenia Tilly'ego i zakamuflowania miejsca rzeczywistej przeprawy. Równocześnie rozebrano domy w pobliskiej wsi i zbudowano elementy mostu pływającego z nawierzchnią ukrytą pod lustrem wody. Następnie strona szwedzka rozpoczęła nękający ostrzał artyleryjski.

## Bitwa
Dnia następnego szwedzka artyleria w sile 72 dział postawiła zaporę ogniową, a pozostałe 8 dział oczyściło z oddziałów nieprzyjaciela przyczółek powyżej grobli. Pod osłoną dymów armatnich i palonej słomy złożono z przygotowanych w nocy elementów most pontonowy przerzucony przez rzekę na południe od nieprzyjacielskich pozycji. Rano na rozkaz feldmarszałka Wrangla przeprawiło się tam na drugą stronę rzeki 300 jeźdźców fińskich (hakapelitów), którzy korzystając z zaskoczenia nieprzyjaciela, przygotowali na opanowanym brzegu przyczółek w postaci ziemnych fortyfikacji i stanowisk dla artylerii. Dla jego zlikwidowania Tilly poprowadził do ataku oddziały zdemoralizowane stratami wskutek ostrzału i nawiązał walkę z wojskami szwedzkimi broniącymi przyczółka. W tym czasie szwedzka jazda dokonała brodami przepraw powyżej i poniżej mostu i uderzyła na skrzydła jego wojsk, zmuszając go do odwrotu. Wykorzystując to, reszta armii szwedzkiej przeprawiła się przez rzekę. Wkrótce potem król szwedzki zaatakował znajdujące się na pobliskim wzgórzu nieprzyjacielskie pozycje.
W toku dalszych walk kula armatnia strzaskała Tilly'emu kolano, wobec czego głównodowodzący został odesłany do Ingolstadt. Zastępujący go Johann von Aldringen wkrótce też zniesiony został z pola bitwy – nieprzytomny i z pękniętą czaszką. Dowództwo przejął po nim elektor Bawarii Maksymilian I, który widząc zagrożenie szwedzkie od południa i dla ratowania zdezorganizowanych wojsk, wydał rozkaz natychmiastowego odwrotu do Ingolstadt z porzuceniem większości sprzętu i dział na polu walki. Armia katolicka zdołała uniknąć zniszczenia jedynie dzięki burzy i silnym wiatrom, które uniemożliwiły ruchy wojsk szwedzkich w nocy jaka nastąpiła po bitwie.
Rana Tillyego okazała się na tyle groźna, że nie udało się go uratować i zmarł dnia 30 kwietnia 1632 r. Gustaw Adolf po nieudanej próbie zdobycia miasta z marszu wycofał się na północ.
Sforsowanie rzeki Lech uważane jest przez historyków wojskowości za popis wykorzystania artylerii szwedzkiej dowodzonej przez Lenarta Torstenssona.